# Миллер, Родерик
Родерик Алонсо Миллер Молина (исп. Roderick Alonso Miller Molina; род. 3 апреля 1992, Панама) — панамский футболист, защитник азербайджанского клуба «Туран» из Товуза и сборной Панамы.

## Клубная карьера
Миллер начал карьеру в клубе «Сан-Франсиско». 17 января 2010 года в матче против «Арабе Унидо» он дебютировал в чемпионате Панамы. 30 апреля 2011 года в поединке против «Спортинг Сан-Мигелито» Родерик забил свой первый гол за «Сан-Франсиско». В том же году он помог клубу выиграть чемпионат. Летом 2014 года Миллер на правах аренды перешёл в мексиканский «Венадос». 10 августа в поединке против «Корас де Тепик» он дебютировал в Ассенсо лиге. После окончания аренды Родерик вернулся обратно в «Сан-Франсиско».
Летом 2016 года Миллер перешёл в колумбийский «Атлетико Насьональ». 11 июля в матче против «Хагуарес де Кордоба» он дебютировал в Кубке Мустанга.

## Международная карьера
В 2011 году Миллер принял участие в  молодёжном чемпионате мира в Колумбии. На турнире он сыграл в поединках против Египта и Бразилии.
8 октября в отборочном матче чемпионата мира 2014 против сборной Доминики Родерик дебютировал за сборную Панамы.
В 2013 году Миллер помог сборной выйти в финал Золотого кубка КОНКАКАФ. На турнире он сыграл в матчах против сборной Кубы
В 2016 году Миллер попал в заявку сборной на участие в Кубке Америки в США. На турнире он сыграл в матчах против команд Чили, Боливии и Аргентины.
В 2017 году Родерик во второй раз принял участие в Золотом кубке КОНКАКАФ. На турнире он сыграл в матче против команды Никарагуа.

### Голы за сборную Панамы
| #   | Дата           | Место                             | Противник | Счёт | Результат | Соревнование                      |
| --- | -------------- | --------------------------------- | --------- | ---- | --------- | --------------------------------- |
| 01. | 15 января 2017 | Роммель Фернандес, Панама, Панама | Никаруга  | 1:0  | 2:1       | Центральноамериканский кубок 2017 |

## Достижения
«Сан-Франсиско»
- Чемпионат Панамы по футболу — Клаусура 2011, Апертура 2014

Панама
- Золотой кубок КОНКАКАФ — 2013